# Mariola Cantarero
María Dolores Cantarero Jiménez, conocida artísticamente como Mariola Cantarero (Granada, 1978) es una soprano española.

## Biografía
Nació en el seno de una familia sin antecedentes en la música y con unos padres que se esforzaron por su formación artística, después de que una profesora detectara sus cualidades para el canto.
Cantarero ha finalizado recientemente sus estudios en el Real Conservatorio Superior de Música de Granada, recibiendo el título en el sorprendente tiempo récord de 1 año y estudió en su momento con el profesor Carlos Hacar. Ha sido dirigida por maestros como Jesús López Cobos, Alberto Zedda, Josep Pons, Juan de Udaeta, Antoni Ros Marbà, Kohn, Enrique García Asensio o Izquierdo, y ha ofrecido recitales en Córdoba, Sevilla, La Coruña, Barcelona, Lyon, San Juan de Puerto Rico o Granada.
Ganadora de los premios Francisco Viñas (1998), Pedro Lavirgen (1998) y Operalia'99 de Plácido Domingo, debutó en 2000 en Génova interpretando, con tan sólo 22 años, el papel de Adéle de la ópera Le Comte Ory, de Rossini.
Desde su debut, ha cantado Don Pascuale, I Puritani, Doña Francisquita, Tancredi, La Sonnambula, Lucia di Lammermoor, Elisabetta, regina d'Inghilterra.
En el año 2005 actuó en el Festival Internacional de Música y Danza de Granada.
El 30 de noviembre de 2009, recibió el premio Excelencia Granadina de la Diputación Provincial de Granada. 
El 28 de febrero de 2011 recibió la Medalla de Andalucía.
En 2018 recibió el premio Plaza de España, otorgado por la Delegación de Gobierno en Andalucía.